# اشتباكات بوهول 2017
اشتباكات بوهول هو صراع مسلح وقع في شهري أبريل ومايو 2017 بين قوات الأمن الفلبينية وأعضاء من جماعة أبو سياف في إينابانغا، بوهول، الفلبين. لقى ثلاثة جنود من الجيش الفلبيني وشرطي وأربعة مسلحين واثنان من المدنيين مصرعهم خلال تبادل إطلاق النار الأول. أسفرت المعارك اللاحقة بين المقاتلين المتبقين وقوات الأمن عن مقتل جميع المتمردين من جماعة أبو سياف. كانت الاشتباكات أول عملية مسجلة لمجموعة أبو سياف في منطقة فيساياس في الفلبين، بعيدا عن معاقلها في أرخبيل سولو.

## خلفية
قبل خمسة أيام من الاشتباك الأول، اكتشفت القوات المسلحة الفلبينية مغادرة مجموعة من جماعة أبو سياف من إندانان سولو إلى وسط فيساياس. في 9 أبريل 2017 أصدرت السفارة الأمريكية في مانيلا تحذيرًا من السفر استنادًا إلى تقارير موثوقة عن تهديدات اختطاف. قبل يوم واحد من تبادل إطلاق النار تلقت القوات المسلحة الفلبينية تقارير عن وجود أحد عشر رجلا مسلحًا في ثلاثة قوارب دخلت نهر إنابانغا في بوهول.

## الاشتباك الأول
بدأ القتال بين قوات الجيش والشرطة الفلبينية المشتركة وجماعة أبو سياف في حوالي الساعة 5:00 صباحًا يوم 11 أبريل 2017 في بارانغاي نابو في بلدة إينابانغا. قامت طائرة تابعة للقوات الجوية الفلبينية بضربات جوية ضد جماعة أبو سياف، في حين تم نشر زورق حربي تابع للبحرية الفلبينية لمنع طرق الهروب المحتملة عن طريق البحر. لقى ثلاثة من جنود الجيش الفلبينى وشرطى ومدنيين واثنان من أعضاء جماعة أبو سياف مصرعهم في الاشتباك، وأشارت التقارير إلى أن ثلاث جماعات مسلحة تعهدت بالولاء لتنظيم داعش شاركت في هجوم بوهول وهو: جماعة متشددة من جماعة أبو سياف تعرف باسم كتيبة ملاك أنصار (تسمى كتيبة أنصار مراكش)، وأنصار الخلافة الفلبينية، وجماعة ماؤوتي.

### بعد الاشتباك
بعد يوم من تبادل إطلاق النار، تم انتشال جثة زعيم جماعة أبو سياف مومار أسكالي المعروف أيضا باسم أبو رامي من مكان الاشتباك. كان أسكالي متورطًا في قطع رأس الرهينتين الكنديتين جون ريدسل وروبرت هول في عام 2016، والسائح الألماني يورغن كانتنر في فبراير عام 2017. وفي 13 أبريل وبعد يومين من الاشتباك استعادت قوات الأمن جثة أخرى من جماعة أبو سياف بعد أن دفنه أصحابه في بارانغاي لونوي كاينزيكان في إينابانغا.

## الاشتباكات اللاحقة
في أبريل 2017 قتل أربعة مسلحين آخرين من جماعة أبو سياف خلال مواجهات مسلحة في بوهول، من بينهم قائد فرعي وجوسيليتو ميلوريا المعروف باسم أبو عليه. بعد أسبوعين أعلنت القوات المسلحة الفلبينية عن اعتقال أبو سعد، وهو أحد أعضاء جماعة أبو سياف الثلاثة المتبقين الذين هربوا من القبض عليهم. بعد ذلك بيوم أفيد بأن أبو سعد قُتل بعد محاولته الفرار أثناء احتجازه لدى الشرطة، وقد تم العثور على إثنين آخرين من المسلحين بعد أن أخذوا رهينة من السكان المحليين، وقتلوا في معركة مسلحة ضد قوات الأمن في 15 مايو 2017.